# Al-Ghad-Partei
Die al-Ghad-Partei (arabisch حزب الغد, DMG Ḥizb al-Ġad ‚Morgen-Partei‘) ist eine aktive Partei in Ägypten, die im Oktober 2004 offiziell zugelassen wurde.
Das politische Profil der Partei wird als zentristisch, liberal und säkular beschrieben. Das Ziel der Partei besteht nach eigenen Angaben darin, eine liberaldemokratische Perspektive sowie den Einsatz für Menschenrechte zu vertreten.
Die Partei war bislang eine von insgesamt 18 offiziell anerkannten Parteien in Ägypten. Die al-Ghad-Partei war bislang mit einigen Abgeordneten im ägyptischen Unterhaus, der Volksversammlung (arabisch: Madschlis al-Schaʿb), vertreten. Zurzeit verfügt die Partei über keine Sitze im Oberhaus des Parlaments.

## Geschichte
Auf dem ersten Parteitag im Oktober 2004 wurde Aiman Nur, ein Parlamentsabgeordneter und praktizierender Anwalt, zum Parteivorsitzenden gewählt. Die Partei wurde von ehemaligen Mitgliedern der Neuen Wafd-Partei gegründet. Aiman Nur nutzte die Partei als Plattform, um eine Verfassungsreform zu fordern, die die Befugnisse des Präsidenten beschränkt, sowie eine offene Präsidentenwahl einführt, an der mehrere Kandidaten teilnehmen dürfen.
Die offizielle al-Ghad-Partei, geführt von Moussa Moustafa Moussa, tritt bei den Parlamentswahlen in Ägypten 2011/2012 als eine unabhängige Liste an. Eine abgespaltene Fraktion, die Morgen-Partei der Revolution, wird nun von Aiman Nur geführt und bildet mit der islamistischen Freiheits- und Gerechtigkeitspartei von der Muslimbruderschaft ein Bündnis als Demokratische Allianz, bis sie in der Konferenzpartei von Amr Mussa aufging.